# Oh, Canada - I tradimenti
Oh, Canada - I tradimenti (Oh, Canada) è un film del 2024 scritto e diretto da Paul Schrader.
Il film, con protagonista Richard Gere, è l'adattamento cinematografico del romanzo I tradimenti di Russell Banks (2021). Segna la seconda collaborazione fra Gere e Schrader dopo American Gigolò (1980), e il secondo adattamento di Banks da parte del regista dopo Affliction (1997).

## Trama
Leonard Fife è un affermato documentarista di cui è celebre anche la fuga oltre il confine canadese che fece da ragazzo per sfuggire alla leva negli Stati Uniti durante la guerra del Vietnam. Malato terminale di cancro, Fife accetta di rilasciare un'ultima intervista nella sua casa di Montréal, nella quale, di fronte allo sguardo incredulo di sua moglie Emma, del suo adorante ex-studente Malcolm e della troupe che sta filmando, rivela che tutta la sua vita e il suo "mito politico" non sono altro che bugie e invenzioni, coltivate per coprire un segreto che lo tormenta da cinquant'anni.

## Produzione
Schrader, che aveva già adattato un romanzo di Russell Banks col suo film Affliction (1997), ha corrisposto con l'autore, con il quale aveva stretto una grande amicizia dopo Affliction, in fase di sceneggiatura fino alla morte di lui, nel gennaio 2023. In particolare Schrader riteneva che il disvelamento del personaggio di Leonard nel romanzo come ciarlatano egoista non lo rendesse "sufficientemente imperdonabile" e ha operato in tal senso.
Per il cast, è tornato a collaborare con Richard Gere, ritenendo che sarebbe stato più interessante giocare sull'immagine dell'attore creata da film come il suo American Gigolò che non dare la parte ad attori come Tommy Lee Jones o Jonathan Pryce. Gere ha basato la sua interpretazione sulla propria esperienza nel prendersi cura del padre malato di cancro nei mesi precedenti la sua morte. Jacob Elordi è stato scelto per la parte del protagonista nei flashback che punteggiano la storia, in quanto Schrader lo riteneva capace di reggere il confronto con la presenza scenica di Gere.
Il film è stato girato nella contea di Westchester (New York) nell'arco di tre settimane, dal settembre all'ottobre 2023. Le scene della morte di Leonard sono state girate in due giorni.

## Promozione
La prima clip è stata pubblicata da Variety il 16 maggio 2024.

## Distribuzione
Il film è stato presentato in anteprima il 17 maggio 2024 al 77º Festival di Cannes.
È stato distribuito nelle sale cinematografiche italiane a partire dal 16 gennaio 2025 da Be Water, in collaborazione con Medusa Film.

## Accoglienza

### Incassi
Il film è stato un flop commerciale, incassando poco più di 1,2 milioni di dollari.

### Critica
Il film è stato accolto tiepidamente dalla critica: su Rotten Tomatoes il 65% dei 102 critici esprime un giudizio positivo, con un voto medio di 6.2/10; su Metacritic il voto medio di 25 critici è 65/100.
Aldo Spiniello di Sentieri Selvaggi valuta il film 4,5 stelle su 5 e scrive che "Il cineasta statunitense ritorna a Russell Banks con un impietoso, tenerissimo film in cui la lucidità della teoria alimenta la vita della materia".

## Riconoscimenti
- 2024 - Festival di Cannes[5]
  - In concorso per la Palma d'oro